# Pedro David Ramírez
Pedro David Ramírez (Florencio Varela, 4 aprile 2000) è un calciatore argentino, difensore del Dep. Riestra in prestito dal Defensa y Justicia.

## Carriera
Ramírez è cresciuto nei settori giovanili di Deportivo Chacabuco, River Plate, Lanús e Defensa y Justicia. Ha debuttato con il club gialloverde il 4 dicembre 2020 nell'incontro di Coppa Sudamericana vinto 1-0 contro il Vasco da Gama.
Nel 2021 è stato ceduto in prestito per una stagione all'Estudiantes (BA). L'anno seguente è passato con la stessa formula al Dep. Riestra, prestito in seguito rinnovato anche per il 2023 ed il 2024.

## Statistiche

### Presenze e reti nei club
Statistiche aggiornate al 2 giugno 2024.
| Stagione        | Squadra            | Campionato      | Campionato | Campionato | Coppe nazionali | Coppe nazionali | Coppe nazionali | Coppe continentali | Coppe continentali | Coppe continentali | Altre coppe | Altre coppe | Altre coppe | Totale | Totale | Totale |
| Stagione        | Squadra            | Comp            | Pres       | Reti       | Comp            | Pres            | Reti            | Comp               | Pres               | Reti               | Comp        | Pres        | Reti        | Pres   | Reti   |        |
| --------------- | ------------------ | --------------- | ---------- | ---------- | --------------- | --------------- | --------------- | ------------------ | ------------------ | ------------------ | ----------- | ----------- | ----------- | ------ | ------ | ------ |
| 2020            | Defensa y Justicia |                 | -          | -          | CA+CdL+CM       | 0+1+5           | 0               | CS                 | 1                  | 0                  |             | -           | -           | 7      | 0      |        |
| 2021            | Estudiantes (BA)   | PN              | 13         | 0          | CA              | 1               | 0               |                    | -                  | -                  |             | -           | -           | 14     | 0      |        |
| 2022            | Dep. Riestra       | PN              | 5          | 0          | CA              | 0               | 0               |                    | -                  | -                  |             | -           | -           | 5      | 0      |        |
| 2023            | Dep. Riestra       | PN              | 28         | 1          | CA              | 0               | 0               |                    | -                  | -                  |             | -           | -           | 28     | 1      |        |
| 2024            | Dep. Riestra       | PD              | 4          | 0          | CA+CdL          | 0+9             | 0+1             |                    | -                  | -                  |             | -           | -           | 13     | 1      |        |
| Totale carriera | Totale carriera    | Totale carriera | 50         | 1          |                 | 16              | 1               |                    | 1                  | 0                  |             | -           | -           | 67     | 2      |        |